# اليك جورجين
اليك جورجين (بالفرنسية: Alec Georgen)‏ (17 سبتمبر 1998 بكلامار في فرنسا - ) هو لاعب كرة قدم فرنسي في مركز الدفاع. شارك مع منتخب فرنسا تحت 16 سنة لكرة القدم ومنتخب فرنسا تحت 17 سنة لكرة القدم ومنتخب فرنسا تحت 18 سنة لكرة القدم. أما مع النوادي، فقد لعب مع باريس سان جيرمان.

## روابط خارجية
- اليك جورجين على موقع إي إس بي إن إف سي (الإنجليزية)
- اليك جورجين على موقع قاعدة بيانات كرة القدم.إي يو (الإنجليزية)
- اليك جورجين على موقع ليكيب (الفرنسية)
- اليك جورجين على موقع Soccerway.com (الإنجليزية)
- اليك جورجين على موقع عالم كرة القدم.نت (الإنجليزية)
- اليك جورجين على موقع AS.com (الإسبانية)